# Смотрицький каньйон
Каньйо́н рі́чки Смо́трич — геологічна пам'ятка природи загальнодержавного значення в Україні. Розташований у межах Кам'янець-Подільського району Хмельницької області. 
Смотрицький каньйон — це глибока вузька долина річки Смотрич із стрімкими схилами, що сягають висоти 50 м, та унікальними виходами на денну поверхню силурійських вапняків. Утворений течією річки крізь товщу Товтр (залишки прадавніх коралових рифів у вигляді гостро виступаючих пагорбів). У межах каньйону є постійні та сезонні водоспади. 
Через ущелину перекинуто декілька мостів, у тому числі міст Стрімка лань, який, окрім прямого застосування — з'єднання берегів для пішохідного перетину урвища, використовувався для екстремальних стрибків з моста. 
Смотрицький каньйон включений до списку «Сім чудес Кам'янця-Подільського».

## Природоохоронні території

### Національний природний парк
Національний природний парк «Подільські Товтри», створений Указом Президента України № 474/96 від 27 червня 1996 року, включає до свого складу Смотрицький каньйон, як один із 129 об'єктів природно-заповідного фонду на теренах Хмельницької області.

### Пам'ятка природи
Скельні виходи венду-силуру (шутнівська світа) — стратиграфічна, палеонтологічна, геоморфологічна пам'ятка природи. Заповідана постановою Ради Міністрів УРСР № 139 від 21 березня 1984 року. Загальна площа геологічної пам'ятки природи загальнодержавного значення «Смотрицький каньйон» становить 80,0 га. Розташована в Кам'янець-Подільському районі, бере початок біля села Голосків, проходить по території міста Кам'янець-Подільський i закінчується у селі Цибулівка. Перебуває у землекористуванні:
- село Голосків — 7 га,
- УЖКГ Кам'янець-Подільського — 49 га,
- село Колибаївка — 3,5 га,
- село Панівці — 21,5 га.

### Водно-болотне угіддя
Смотрицький каньйон — водно-болотне угіддя міжнародного значення, що охороняється згідно з Рамсарською конвенцією, відповідно до Закону України від 29 жовтня 1996 року № 437/96-ВР «Про участь України в Конвенції про водно-болотні угіддя, що мають міжнародне значення, головним чином як середовища існування водоплавних птахів». Загальна площа 1,480 га. Рівень води — від 121 м до 114 м над рівнем моря.

## Геологія та геоморфологія

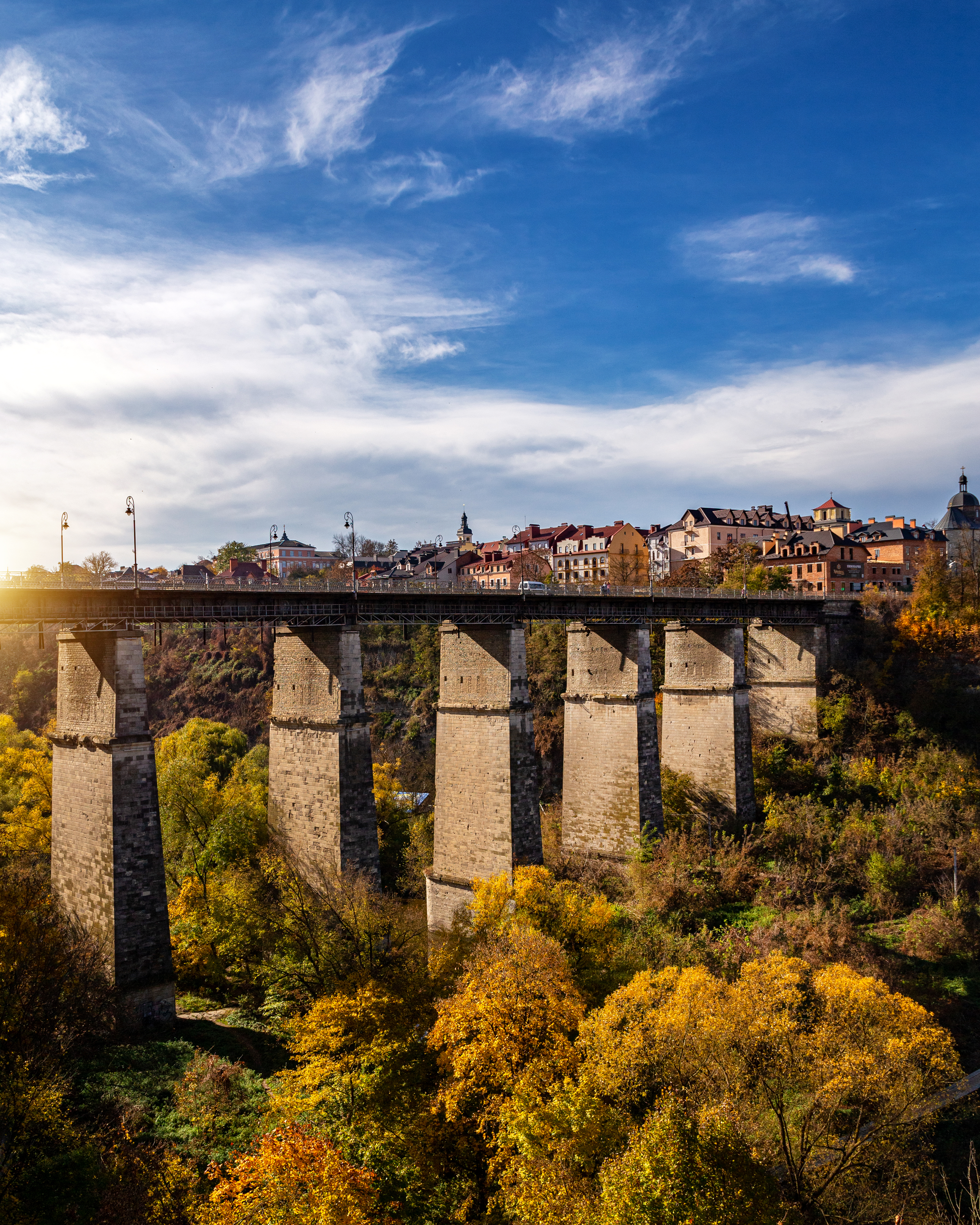
Смотрицький каньйон і міст

В окремих місцях від вивітрювання гірських порід утворилися останці та скельні утвори. Карстовий міст — Райська брама (біля житлового масиву Жовтневий), останці «Голова римського воїна» (біля турбази «Подолянка») та «Сова» (поблизу села Цибулівки).

### Стратиграфія
Подільський розріз венду й нижнього палеозою у пригирловій ділянці каньйону має світове значення. Вендська частина, починаючи з 70-х років минулого століття, характеризувалась як найбільш представний розріз неопротерозою. Значення цього розрізу збереглось і донині, хоча статус планетарної системи набув едіакарій Австралії. Завдячуючи добрій відслоненості, повноті, простим умовам залягання, різноманіттю присутніх викопних тваринних та рослинних залишків, Подільський розріз грає роль гіпостратотипу вендської системи, не втрачаючи при цьому свого значення як інструменту міжрегіональних й глобальних стратиграфічних кореляцій.

#### Палеофауна
Біля міського мосту, на скелях і відслоненнях, геолог Роман Виржиківський ще 1926 року зібрав 111 видів викопної фауни (здебільшого молюсків), що були описані ним у книзі «Геологічний путівник по Західному Поділлю». Тут трапляються брахіоподи, корали, зокрема ругози (чотирипроменеві корали), сколекодонти (щелепи кільчастих червів), конодонти, мохуватки, морські лілії та інші викопні тварини й рослини. Древнє тепле силурійське море, яке вкривало місцевість 440 мільйонів років тому, сприяло розвиткові розмаїтого органічного життя.

## Флора
Каньйон має важливе значення у флористичному відношенні. Флора ущелини та її схилів налічує понад 350 видів рослин. 
На крутосхилах збереглося чимало видів надзвичайно рідкісних рослин, занесених до Червоної книги України. Найціннішою з них є третинний реліктовий ендемік шиверекія подільська, яка в Україні росте лише у десяти місцях. Трапляються тут півники угорські, сон великий, ковила волосиста (Stipa joannis). Серед інших рідкісних рослин: анемона дібровна, наперстянка великоквіткова, молочай волинський, астрагал французький, айстра степова, жовтець іллірійський, зміївка болгарська та пізня, молодило руське, сейслерія Гейфлера, ясинець білий, вишня степова, юринея вапнякова, зіновать подільська, Ліндемана та Блоцького, сон широколистий та чорніючий, горицвіт весняний, цмин пісковий, первоцвіт весняний, горицвіт весняний, та інші. 
Серед найтиповіших представників тут трапляються чебрець подільський і молдавський, полин австрійський, цибуля подільська, гірська і жовтіюча, очиток їдкий, авринія скельна.

## Фауна
Виявлено 22 види павуків родини Linyphiidae. З них два види порівняно рідкісні в Україні, наприклад, Pocadicnemis juncea. 
На цьому відрізку Смотрича виявлено 17 видів риб: плітка, пічкур звичайний, верховодка звичайна, гірчак, карась сріблястий, короп, окунь річковий. Рідкісними видами іхтіофауни є лящ, марена звичайна. 
Виявлено 10 видів амфібій. Два з них належать до ряду хвостатих. Причому і тритон звичайний, і тритон гребінчастий є численними в межах каньйону. Серед безхвостих: ропуха сіра, жаба ставкова, жаба трав'яна. Рідкісними є часничниця звичайна, ропуха зелена та квакша звичайна. У струмках, що впадають у Смотрич, трапляється кумка звичайна. 
Плазунів усього 6 видів. Густав Бельке повідомляв про знахідку особин черепахи болотної під Кам'янцем. Сьогодні це дуже рідкісний вид. У червні 1993 року двох особин бачили в Смотрицькому каньйоні поблизу Біланівки. Звичайними видами є ящірка зелена та прудка, вуж звичайний, вуж водяний. Гадюка звичайна — дуже рідкісний вид, її знайдено в Смотрицькому каньйоні тільки біля Жовтневого мікрорайону.

### Птахи
Трапляється близько 100 видів птахів, що належать до 15 рядів. Біля поселень численні сорока, зозуля (можна почути від квітня до половини червня). Найчисельнішим хижим птахом Кам'янця є боривітер звичайний. Так на скелях каньйону біля мосту «Стрімка лань» від 1991 р. до 2001 р. реєструвалося від 11 до 36 гнізд цього виду.

### Ссавці
На території каньйону трапляється 25 видів ссавців, що належать до п'яти рядів (за, з уточненнями). 
Надряд Комахоїдні. Серед п'яти видів комахоїдних звичайними видами є їжак білочеревий і кріт європейський. Мідицю звичайну вдалося побачити тільки раз — 2 липня 1999 року, як і рясоніжку велику, 15 травня 1994 року біля гирла струмка, що впадає в Смотрич навпроти Біланівки. Поодиноко трапляється білозубка білочерева. 
Ряд Зайцеподібні. Єдиним представником зайцеподібних є заєць сірий. 
Ряд Мишоподібні. Виявлено 9 видів гризунів: вивірка звичайна, ліскулька руда (тільки в дендропарку), миша хатня, мишак лісовий, миша польова, полівка європейська; пацюк сірий є звичайним видом, а пацюк чорний — рідкісний вид. Восени 1995 року в каньйоні виявлено гніздо миші маленької. 
Ряд Песоподібні. Серед хижих звичайними видами фауни є куна кам'яна та ласиця. Зате тхір чорний є рідкісним видом. 1925 року Василь Храневич повідомляв про знахідки в околицях Кам'янця тхора степового, але сучасні дослідження не зафіксували цього виду на території міста чи його околиць. Така ж ситуація і з норкою європейською, яку в середині XIX століття виявив Густав Бельке в кущах навколо невеликого ставка села Довжок. 
Ряд Лиликоподібні. Підковика малого (групу особин) виявили під час огляду підземної галереї — переходу від Замкового мосту до Папської (Кармалюкової) башти 7 вересня 1999 року. Перехід відкрито для огляду з боку мосту, а протилежну частину, прилеглу до башти, замуровано. 16 вересня 1999 року виявлено трьох вуханів у внутрішньому приміщенні Кушнірської башти. Нічниця звичайна та нічниця водяна виявлені у бастіонах Старого замку. Ще Густав Бельке описав знахідки вечірниці дозірної у тріщинах прибережних скель Смотрича. Звичайними мешканцями є пергач пізній, нетопир карлик. Найскладніша ситуація з лиликом двоколірним. Відомі давні його знахідки під дахами старих будівель Кам'янця, проте сучасні дослідники цей вид на території міста не зареєстрували.

## Антропогенний вплив

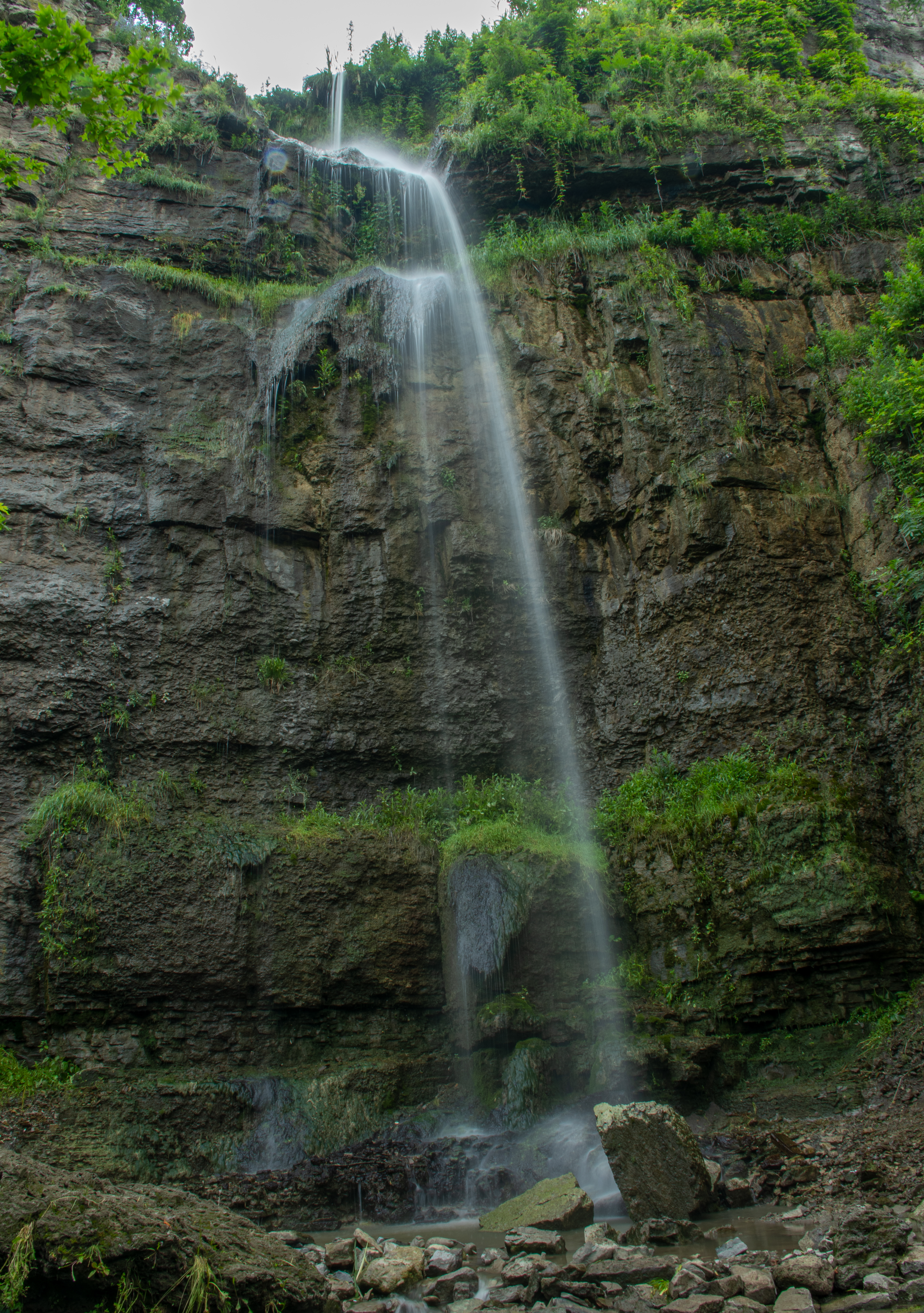
Водоспад у каньйоні

Відрізок каньйону завдовжки 9 км і площею 80 км², який простягається від околиць житлового масиву Жовтневий на півночі до села Зубрівка на півдні, піддається щораз більшому пошкодженню, руйнуванню і навіть знищенню. В районі заводів асфальтобетонного, цегельного і стінових матеріалів на узбережжя скидаються відходи виробництва, стікають неочищені води, у кількох місцях — звалища смоли та битої цегли. В районі Польських і Руських фільварок та Старого міста зі скель висипають сміття та різний мотлох, окремі ділянки поросли бур'янами, засипані землею. 
Біля села Цибулівки у 1973 році було відкрито кар'єр для добування будівельного каменю. Тут скелі правого берега річки Смотрич на півкілометровому відрізку повністю знесені. Кар'єр не рекультивовано. Знищене основне місце зростання шиверекії подільської. 
Лівий берег Смотрича в районі цукрозаводу, між селами Цибулівка та Зубрівка, зайнято приватними гаражами. Крутосхили уздовж сіл Кубачівка — Цибулівка — Зубрівка засипані побутовими відходами та сміттям. У Смотрич зі скель у річку скидають води цукрового заводу, молокозаводу та м'ясокомбінату. 
Нині унікальна геологічна та флористична пам'ятка природи взята під охорону держави, стала заповідним об'єктом, цінним науковим заповідником. 
В липні ЗМІ повідомили про факт приховування екоінспекторами відомостей щодо незаконної вирубки понад 300 дерев, знесення самосіву та зняття важкою технікою ґрунтово-рослинного покриву на 5 га.

## Галерея

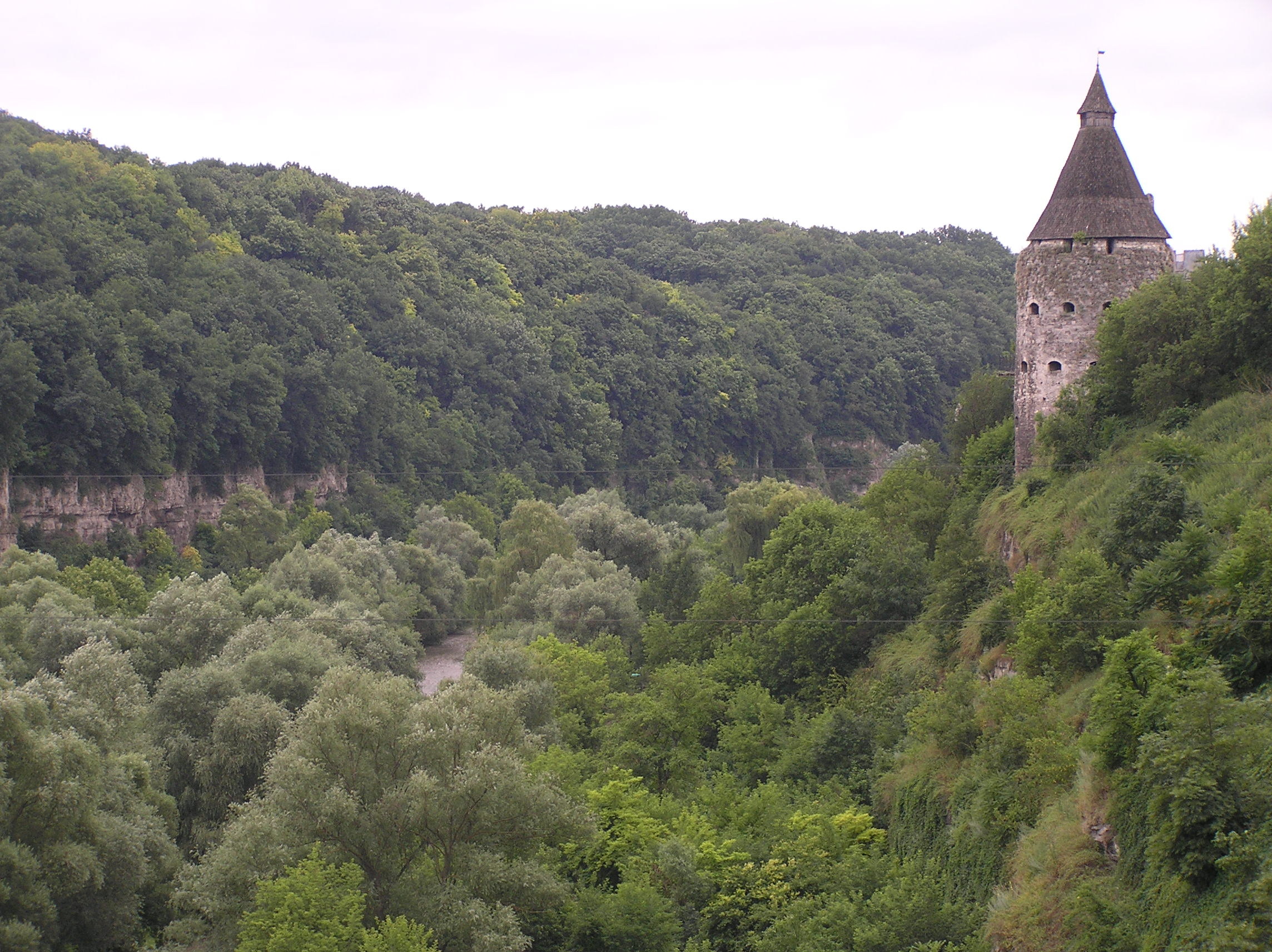
Краєвид з Новопланівського мосту
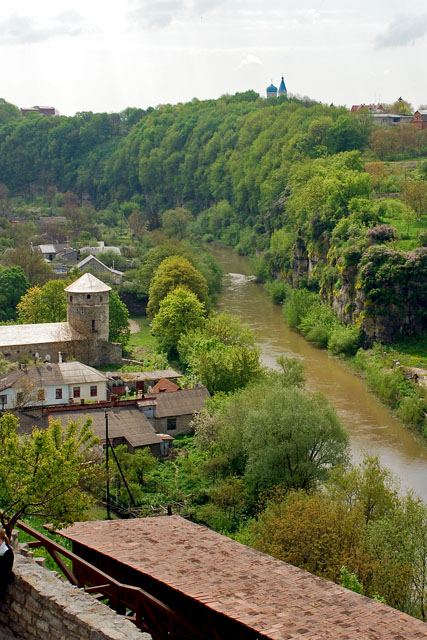
Річка Смотрич
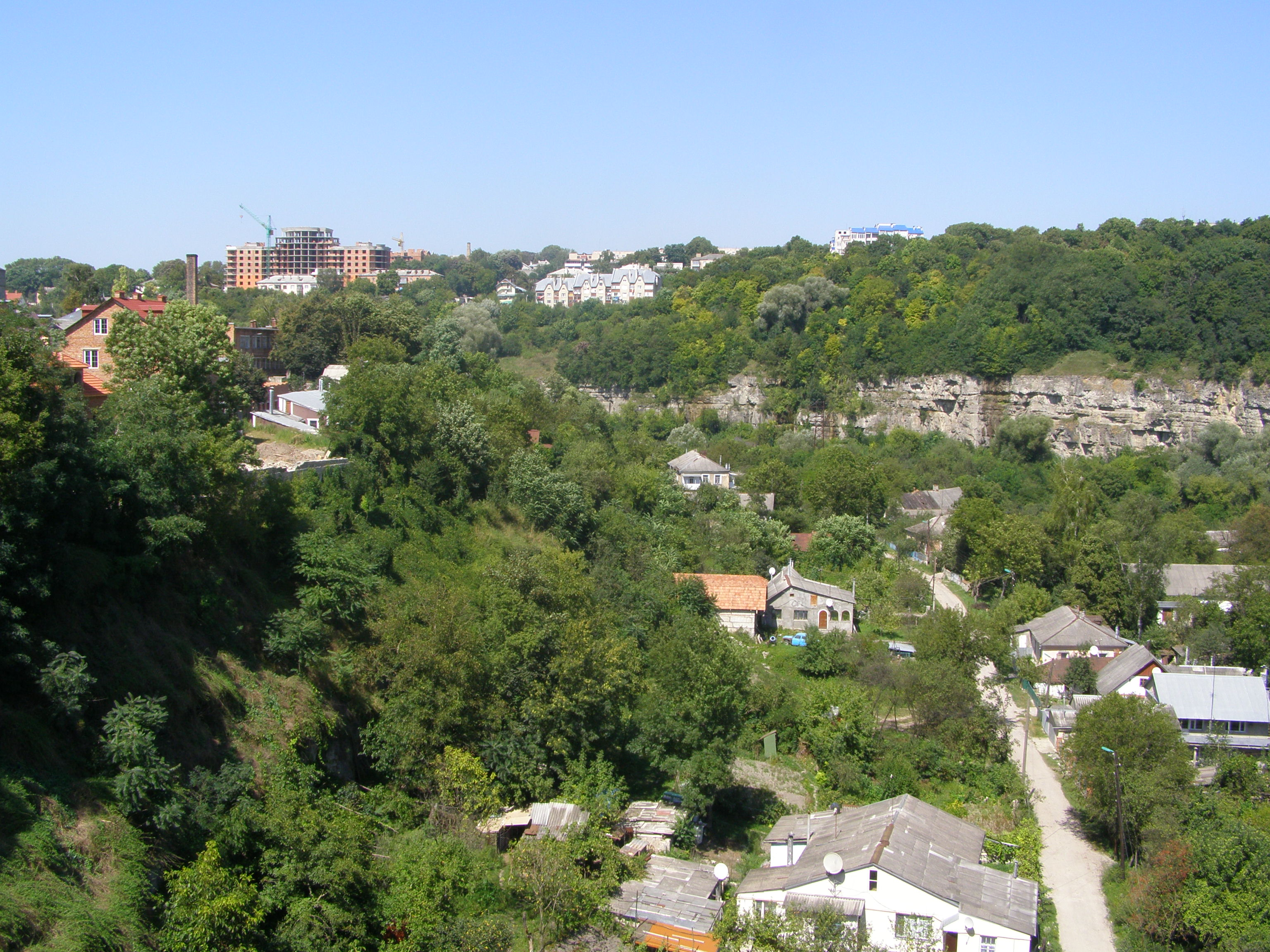
Схили каньйону
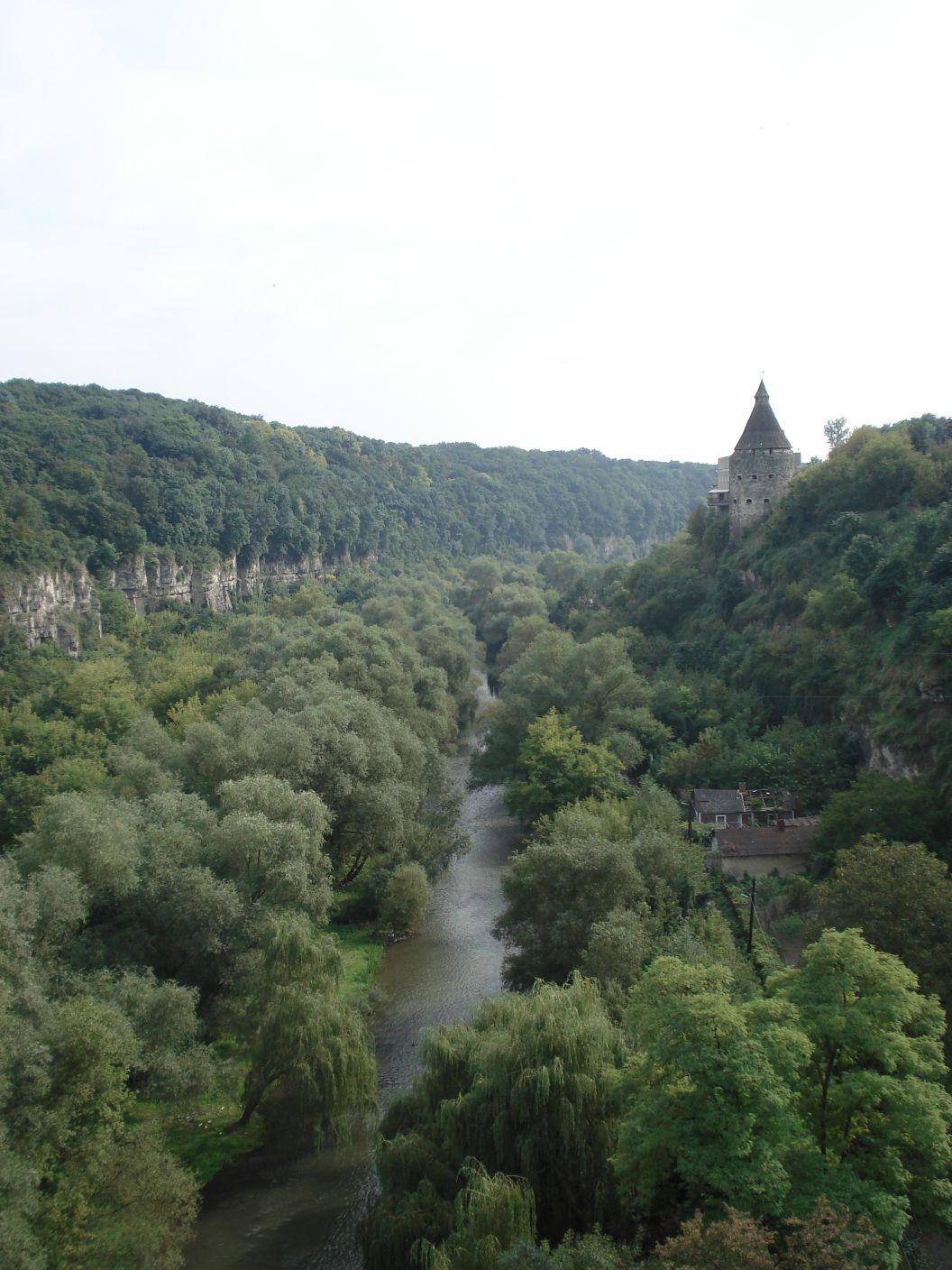
Вигляд з Новопланівського мосту
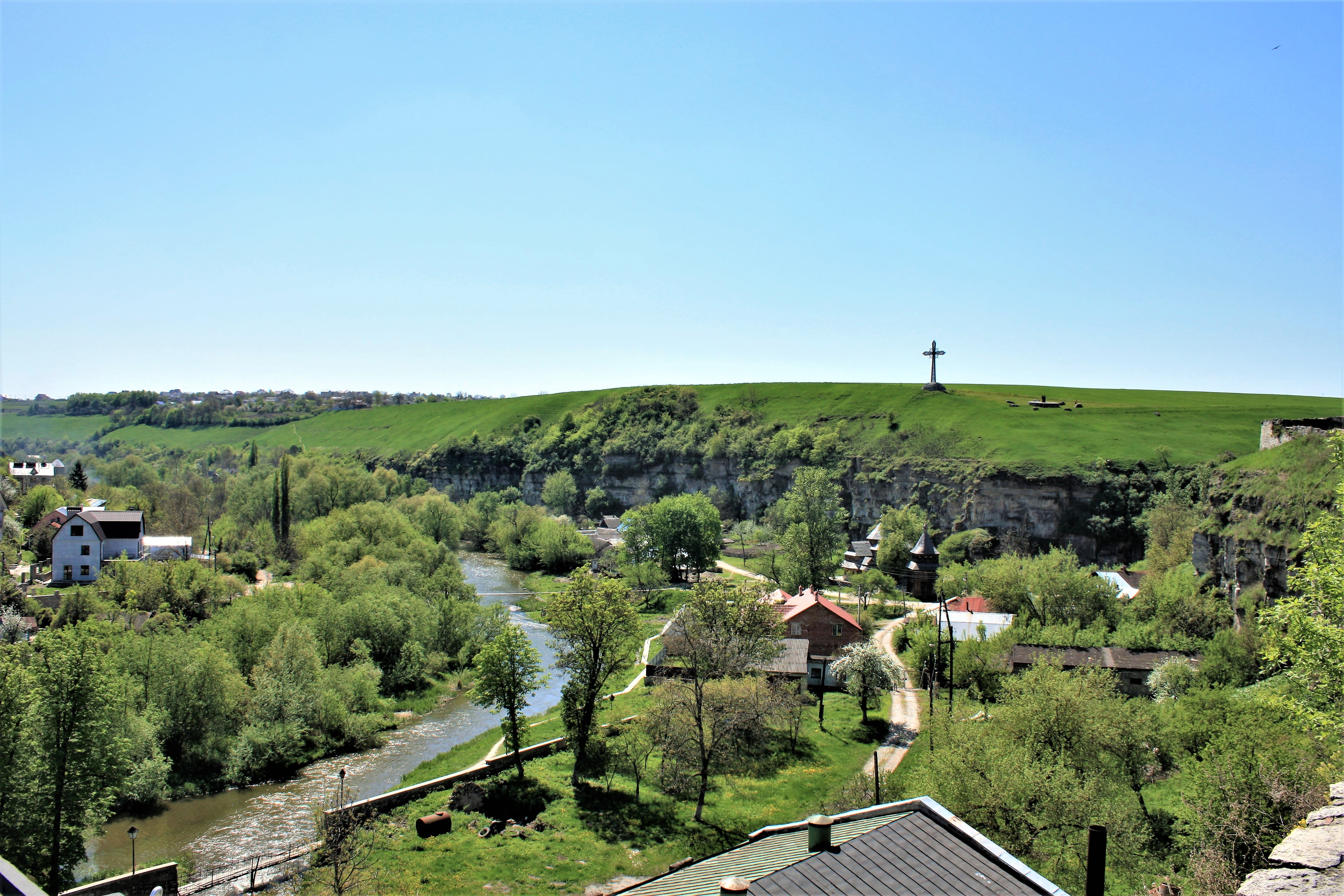
Каньйон